# U-82 (1941)
U-82 – niemiecki okręt podwodny typu VII C z okresu II wojny światowej. Okręt wszedł do służby w 1941 i został zatopiony w lutym 1942. 

## Historia
W czasie II wojny światowej odbył 3 patrole bojowe, spędzając na morzu 102 dni. Zatopił 8 statków o łącznej pojemności 51.859 BRT i niszczyciel HMS „Belmont” (1.190 t); uszkodził również jeden statek (1.999 BRT, dobity następnie przez U-202). Z tego, cztery statki z konwoju SC-42 zatopił i jeden uszkodził podczas swojego pierwszego patrolu bojowego (wśród zatopionych był tankowiec „Bulysses”, z którego rozbitków ratował polski SS „Wisła”, co stało się kanwą tytułowego opowiadania Arkadego Fiedlera z książki Dziękuję ci kapitanie).
Zatopiony na północ od Azorów na pozycji 44°10′N 23°52′W/44,166667 -23,866667 przez brytyjski slup (eskortowiec) HMS „Rochester” i korwetę HMS „Tamarisk”. Zginęła cała załoga – 45 oficerów i marynarzy.

## Przebieg służby
- 14.05.1941-31.08.1941 – 3. Flotylla U-bootów w Kilonia (szkolenie)
- 01.09.1941-06.02.1942 – 3. Flotylla U-bootów w Lorient
- 06.02.1942 – Zatopiony

Dowódcy:
14.05.1941 - 06.02.1942 Kapitanleutnant (kapitan marynarki) Siegfried Rollmann

### Patrole bojowe
| Dowódca                   | Wyjście w morze                | Powrót z patrolu               | Dni w morzu |
| ------------------------- | ------------------------------ | ------------------------------ | ----------- |
| Kptlt. Siegfried Rollmann | 11 sierpnia 1941 – Trondheim   | 18 września 1941 – Lorient     | 39 dni      |
| Kptlt. Siegfried Rollmann | 15 października 1941 – Lorient | 19 listopada 1941 – La Pallice | 36 dni      |
| Kptlt. Siegfried Rollmann | 11 stycznia 1942 – La Pallice  | 6 lutego 1942 – Zatopiony      | 27 dni      |

Źródło:U-82 w serwisie www.uboat.net.

### Zaatakowane okręty
| Data                 | Godzina | Pozycja ataku | Nazwa                 | BRT    | Bandera      | Konwój | Typ ataku | Status                          |
| -------------------- | ------- | ------------- | --------------------- | ------ | ------------ | ------ | --------- | ------------------------------- |
| 10 września 1941     |         |               | CAM „Empire Hudson”   | 7465   | Wielka Bryt. | SC-42  | torpeda   | Zatopiony                       |
| 11 września 1941     |         |               | MT „Bulysses”         | 7519   | Wielka Bryt. | SC-42  | torpeda   | Zatopiony                       |
| 11 września 1941     |         |               | SS „Empire Crossbill” | 5463   | Wielka Bryt. | SC-42  | torpeda   | Zatopiony                       |
| 11 września 1941     |         |               | SS „Gypsum Queen”     | 3915   | Wielka Bryt. | SC-42  | torpeda   | Zatopiony                       |
| 11 września 1941     |         |               | SS „Scania”           | 1999   | Szwecja      | SC-42  | torpeda   | Uszkodzony (dobity przez U-202) |
| 21 października 1941 |         |               | SS „Serbino”          | 4099   | Wielka Bryt. | SL-89  | torpeda   | Zatopiony                       |
| 21 października 1941 |         |               | SS „Treverbyn”        | 5281   | Wielka Bryt. | SL-89  | torpeda   | Zatopiony                       |
| 22 stycznia 1942     |         |               | MT „Athelcrown”       | 11 999 | Wielka Bryt. | ON-56  | torpeda   | Zatopiony                       |
| 23 stycznia 1942     |         |               | MT „Leiesten”         | 6118   | Norwegia     | ON-56  | torpeda   | Zatopiony                       |
| 31 stycznia 1942     |         |               | HMS „Belmont”         | 1190 t | Wielka Bryt. | NA-2   | torpeda   | Zatopiony                       |

Źródło:U-82 w serwisie www.uboat.net.